# (6114) Dalla-Degregori
(6114) Dalla-Degregori ist ein Asteroid des Hauptgürtels, der am 28. April 1984 vom italienischen Walter Ferreri Astronomen am La-Silla-Observatorium (IAU-Code 809) der Europäischen Südsternwarte in Chile entdeckt wurde.
Der Asteroid wurde am 23. September 2010 nach den italienischen Musikern und Liedermachern Lucio Dalla (1943–2012) und Francesco De Gregori (* 1951) benannt, die zu den erfolgreichsten ihres Genres in Italien zählen.